# Polynoncus aricensis
Polynoncus aricensis is een keversoort uit de familie beenderknagers (Trogidae). De wetenschappelijke naam van de soort is voor het eerst geldig gepubliceerd in 1950 door Gutierrez.